# Federico Perego

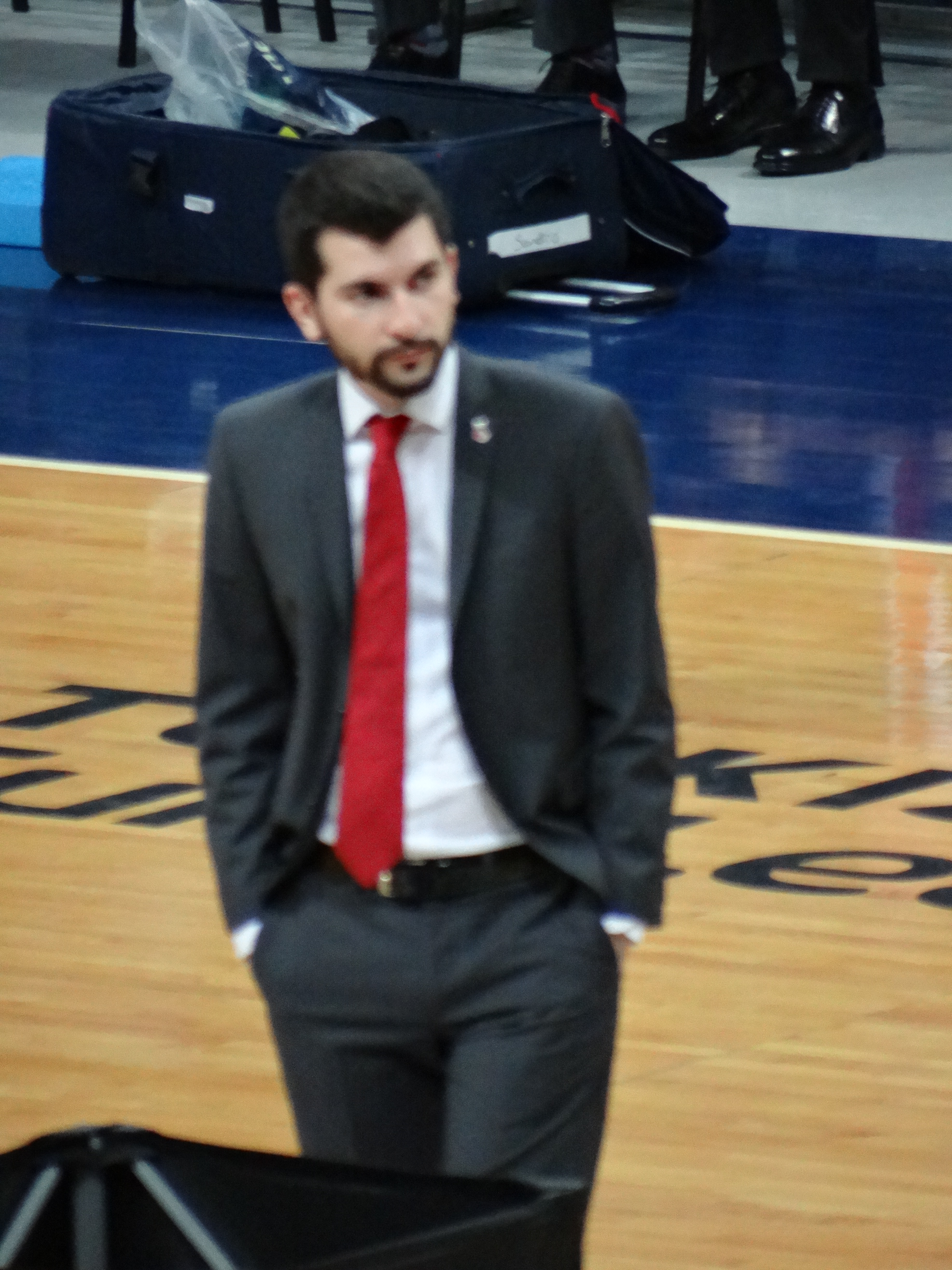
Federico Perego, 2018

Federico Perego (* 29. September 1984 in Lissone) ist ein italienischer Basketballtrainer.

## Laufbahn
Perego begann seine Trainerlaufbahn in seiner Geburtsstadt Lissone, 2006 wechselte er in die Jugendabteilung von Aurora Desio. 2008 holte ihn Andrea Trinchieri als Co-Trainer zum Zweitligisten Prima Veroli. 2010 wechselte Perego zum Erstligisten Pallacanestro Cantù, wo Trinchieri ab 2009 als Cheftrainer im Amt war. Die beiden arbeiteten dort erneut zusammen. Perego blieb bis 2013 Co-Trainer in Cantù und trug zum Gewinn des italienischen Supercups im Jahr 2012 bei. Im Spieljahr 2013/14 war Perego Co-Trainer bei Paffoni Omegna.
2014 wechselte er zum deutschen Bundesligisten Brose Bamberg und arbeitete als Assistenztrainer unter Trinchieri. Perego war als Co-Trainer an Bambergs deutschen Meistertiteln 2015, 2016 und 2017 sowie am Gewinn des deutschen Pokalwettbewerbs 2017 beteiligt. Trinchieri wurde im Februar 2018 in Bamberg entlassen, Perego blieb für die Mannschaft tätig. Nach der Entlassung von Ainars Bagatskis im Januar 2019 wurde Perego in Bamberg zum Cheftrainer befördert. Der Italiener führte die Mannschaft Mitte Februar zum Sieg im BBL-Pokalendspiel. In der Bundesliga schied man im Viertelfinale gegen Vechta aus. Perego verließ Bamberg nach dem Ende der Saison 2018/19 und wurde Cheftrainer des italienischen Erstligisten Victoria Libertas Pesaro. Er wurde in Pesaro im Dezember 2019 nach zehn Niederlagen in Folge entlassen. Im Sommer 2021 trat er das Co-Traineramt bei Guerino Vanoli Basket an.
2022 wechselte er in die Nachwuchsabteilung des FC Bayern München und wurde Trainer der U16-Mannschaft in der Jugend-Basketball-Bundesliga. Beim selben Verein erhielt Perego 2023 das Amt des Co-Trainers bei der zweiten Herrenmannschaft in der 2. Bundesliga ProB.